# Landkreis Bingen

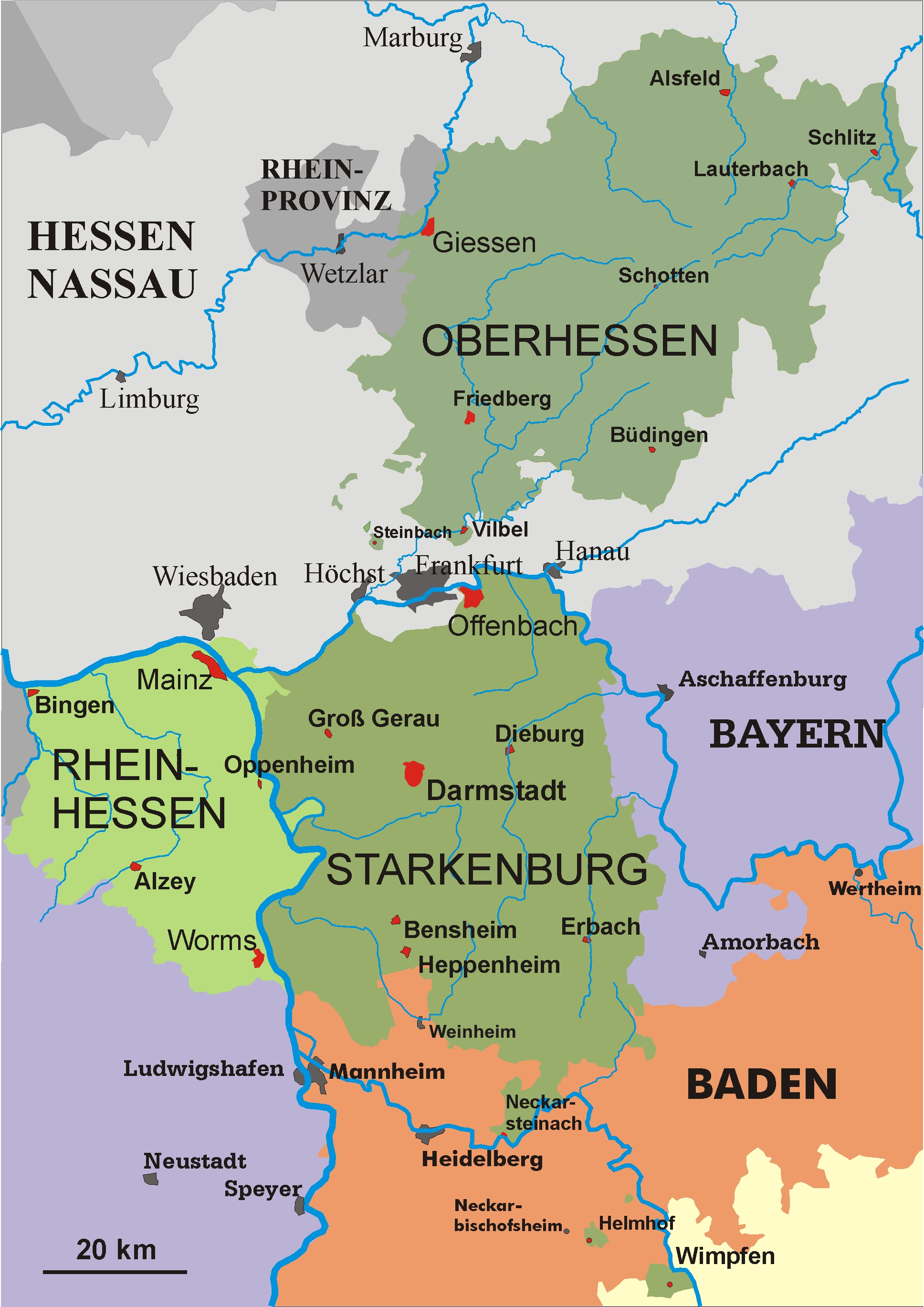
Hessen im Jahr 1930

Der Landkreis Bingen, bis 1938 Kreis Bingen, war ein Landkreis in der Provinz Rheinhessen im Großherzogtum Hessen bzw. Volksstaat Hessen sowie ab 1946 in Rheinland-Pfalz. Er wurde 1969 aufgelöst und ging in den Landkreisen Mainz-Bingen und Bad Kreuznach auf.

## Nachbarkreise
Der Landkreis grenzte Anfang 1969 im Uhrzeigersinn im Norden beginnend an den Rheingaukreis in Hessen sowie an die Landkreise Mainz, Alzey und Kreuznach in Rheinland-Pfalz.

## Geschichte
Von 1798 bis 1814 gehörten die Gebiete links des Rheines zu Frankreich, seit 1816 zum Großherzogtum Hessen als Teil der Provinz Rheinhessen. Diese wurde zunächst in 11 Kantone aufgeteilt, die auf dem System der französischen Verwaltung beruhten.
Durch die großherzoglich hessische Verordnung vom 5. Februar 1835 wurde die hessische Provinz Rheinhessen in die vier Kreise Bingen, Alzey, Mainz und Worms gegliedert. Dabei entstand der Kreis Bingen aus den Kantonen Bingen, Oberingelheim und Wöllstein.
Infolge der Märzrevolution 1848 wurde das Großherzogtum Hessen vorübergehend in Regierungsbezirke gegliedert; der Kreis Bingen ging hierbei im Regierungsbezirk Mainz auf.
Durch Edikt vom 12. Mai 1852 wurde Rheinhessen in nunmehr fünf Kreise eingeteilt, dabei wurde neben den Kreisen Alzey, Mainz, Oppenheim und Worms ein neuer, kleinerer Kreis Bingen (ohne den Kanton Wöllstein) aus dem Gebiet der Friedensgerichtsbezirke Bingen und Oberingelheim (ohne Budenheim und Mombach) gebildet. 1901 bis 1903 erhielt der Kreis mit dem Kreisamt Bingen einen repräsentativen Sitz in der Stadt Bingen. Architekten waren Karl Hofmann (äußere Gestaltung) und Reinhard Klingelhöfer (Grundriss und Bauausführung). Das Gebäude dient heute als Ämterhaus der Stadtverwaltung Bingen. Die 1852 geschaffene Gliederung der Provinz Rheinhessen in fünf Kreise (Alzey, Bingen, Mainz, Worms und Oppenheim) überdauerte 1918/19 den Übergang vom Großherzogtum zum Volksstaat Hessen und hatte mehr als sechs Jahrzehnte Bestand. In der NS-Zeit wurden 1937 die Provinzen Starkenburg, Oberhessen und Rheinhessen aufgelöst.
Es folgte eine einschneidende Gebietsreform, die am 1. November 1938 in Kraft trat. In Rheinhessen wurde der Kreis Oppenheim aufgelöst, aus dem die Gemeinde Ober-Hilbersheim in den Kreis Bingen wechselte, ebenso die Gemeinden Badenheim, Biebelsheim, Bosenheim, Hackenheim, Ippesheim, Pfaffen-Schwabenheim, Planig, Pleitersheim, Sankt Johann, Sprendlingen, Volxheim, Welgesheim und Zotzenheim aus dem Kreis Alzey. Gleichzeitig erhielt der Kreis auch die neue amtliche Bezeichnung Landkreis Bingen.
Der Landkreis Bingen wurde 1946 im Regierungsbezirk Rheinhessen ein Teil von Rheinland-Pfalz und hatte bis zur Verwaltungsreform von 1969 Bestand.
Am 7. Juni 1969 wurde der Landkreis Bingen im Rahmen der rheinland-pfälzischen Gebietsreform aufgelöst und zum überwiegenden Teil mit dem Landkreis Mainz zum Landkreis Mainz-Bingen zusammengefasst. Die Gemeinden Biebelsheim, Bosenheim, Hackenheim, Ippesheim, Pfaffen-Schwabenheim, Planig, Pleitersheim und Volxheim wurden dem Landkreis Bad Kreuznach zugeschlagen.

## Politik

### Wappen
| Wappen von Landkreis Bingen | Blasonierung: „Gespalten von Schwarz und (Gold); vorne ein rot gekrönter und bewehrter goldener (gelber) Löwe; hinten ein rot bewehrter halber schwarzer Adler am Spalt; im roten Herzschild ein sechsspeichiges silbernes (weißes) Rad (Mainzer Rad)“ |
| Wappen von Landkreis Bingen | |

## Einwohnerentwicklung
| Datum | Einwohner |
| ----- | --------- |
| 1852  | 29.807    |
| 1900  | 40.457    |
| 1910  | 42.648    |
| 1925  | 44.966    |
| 1933  | 47.821    |
|       |           |
| 1939  | 58.610    |
| 1950  | 66.534    |
| 1960  | 71.800    |
| 1968  | 79.522    |

## Leitende Beamte
Kreisräte
- 1835–1842 Heinrich Wieger
- 1842–1848 Peter Camesasca
- 1852–1881 Carl Friedrich Parcus
- 1881–1907 Adolf Spamer

Kreisdirektoren
- 1934–1938 Theo Peters

Landräte
- 1945–1947 Georg Schick
- 1947–1959 Anton Trapp
- 1959–1969 Werner Anderhub

## Städte und Gemeinden
Die folgende Tabelle enthält alle Kommunen, die dem Kreis bzw. dem Landkreis Bingen zwischen 1852 und 1969 angehörten, die Daten aller Eingemeindungen und die heutige Kreiszugehörigkeit:
| Gemeinde                  | Eingemeindet nach  | Datum der Eingemeindung | Heutiger Landkreis/Verbandsgemeinde | Bis 1835 Teil des Kanton | vor 1792 zugehörig              |
| ------------------------- | ------------------ | ----------------------- | ----------------------------------- | ------------------------ | ------------------------------- |
| Appenheim                 |                    |                         | MZ / Gau-Algesheim                  | Kanton Oberingelheim     | Kurpfalz                        |
| Aspisheim                 |                    |                         | MZ / Sprendlingen-Gensingen         | Kanton Oberingelheim     | Kurpfalz, Oberamt Alzey         |
| Badenheim                 |                    |                         | MZ / Sprendlingen-Gensingen         | Kanton Wöllstein         | Graf von Schönborn              |
| Biebelsheim               |                    |                         | KH / Bad Kreuznach                  | Kanton Wöllstein         | Grafschaft Falkenstein          |
| Bingen am Rhein, Stadt    |                    |                         | MZ                                  | Kanton Bingen            | Mainzer Domkapitel              |
| Bosenheim                 | Bad Kreuznach      | 7. Juni 1969            | KH                                  | Kanton Wöllstein         | Kurpfalz, Oberamt Kreuznach     |
| Bubenheim                 |                    |                         | MZ / Gau-Algesheim                  | Kanton Oberingelheim     | Kurpfalz, Ingelheimer Grund     |
| Büdesheim                 | Bingen am Rhein    | 1. April 1929           | MZ                                  | Kanton Bingen            | Kurmainz                        |
| Dietersheim               | Bingen am Rhein    | 1. April 1939           | MZ                                  | Kanton Bingen            | Kurmainz                        |
| Dromersheim               | Bingen am Rhein    | 22. April 1972          | MZ                                  | Kanton Bingen            | Kurmainz                        |
| Elsheim                   | Stadecken-Elsheim  | 7. Juni 1969            | MZ / Nieder-Olm                     | Kanton Oberingelheim     | Kurpfalz, Ingelheimer Grund     |
| Engelstadt                |                    |                         | MZ / Gau-Algesheim                  | Kanton Oberingelheim     | Kurpfalz                        |
| Frei-Weinheim             | Ingelheim am Rhein | 1. April 1939           | MZ                                  | Kanton Oberingelheim     | Kurpfalz, Ingelheimer Grund     |
| Gau-Algesheim, Stadt      |                    |                         | MZ / Gau-Algesheim                  | Kanton Oberingelheim     | Kurmainz                        |
| Gaulsheim                 | Bingen am Rhein    | 1. April 1939           | MZ                                  | Kanton Bingen            | Graf von Ingelheim              |
| Gensingen                 |                    |                         | MZ / Sprendlingen-Gensingen         | Kanton Bingen            | Kurmainz                        |
| Grolsheim                 |                    |                         | MZ / Sprendlingen-Gensingen         | Kanton Bingen            | Kurmainz                        |
| Großwinternheim           | Ingelheim am Rhein | 22. April 1972          | MZ                                  | Kanton Oberingelheim     | Kurpfalz, Ingelheimer Grund     |
| Hackenheim                |                    |                         | KH / Bad Kreuznach                  | Kanton Wöllstein         | Kurpfalz, Oberamt Kreuznach     |
| Heidesheim am Rhein       | Ingelheim am Rhein | 1. Juli 2019            | MZ                                  | Kanton Oberingelheim     | Kurmainz                        |
| Horrweiler                |                    |                         | MZ / Sprendlingen-Gensingen         | Kanton Oberingelheim     | Kurpfalz                        |
| Ingelheim am Rhein, Stadt |                    |                         | MZ                                  | Kanton Oberingelheim     | Kurpfalz, Ingelheimer Grund     |
| Ippesheim                 | Bad Kreuznach      | 7. Juni 1969            | KH                                  | Kanton Wöllstein         | Bretzenheim und Falkenstein     |
| Jugenheim in Rheinhessen  |                    |                         | MZ / Nieder-Olm                     | Kanton Oberingelheim     | Nassau-Saarbrücken              |
| Kempten am Rhein          | Bingen am Rhein    | 1. April 1939           | MZ                                  | Kanton Bingen            | Mainzer Domkapitel              |
| Nieder-Hilbersheim        |                    |                         | MZ / Gau-Algesheim                  | Kanton Oberingelheim     | Kurpfalz                        |
| Nieder-Ingelheim          | Ingelheim am Rhein | 1. April 1939           | MZ                                  | Kanton Oberingelheim     | Kurpfalz, Ingelheimer Grund     |
| Ober-Hilbersheim*         |                    |                         | MZ / Gau-Algesheim                  | Kanton Wörrstadt         | Kurpfalz, Oberamt Kreuznach     |
| Ober-Ingelheim            | Ingelheim am Rhein | 1. April 1939           | MZ                                  | Kanton Oberingelheim     | Kurpfalz, Ingelheimer Grund     |
| Ockenheim                 |                    |                         | MZ / Gau-Algesheim                  | Kanton Bingen            | Kurmainz                        |
| Pfaffen-Schwabenheim      |                    |                         | KH / Bad Kreuznach                  | Kanton Wöllstein         | Kurpfalz, Oberamt Kreuznach     |
| Planig                    | Bad Kreuznach      | 7. Juni 1969            | KH                                  | Kanton Wöllstein         | Graf von Bretzenheim            |
| Pleitersheim              |                    |                         | KH / Bad Kreuznach                  | Kanton Wöllstein         | Kurmainz und Nassau-Saarbrücken |
| Sankt Johann              |                    |                         | MZ / Sprendlingen-Gensingen         | Kanton Wöllstein         | Markgrafschaft Baden            |
| Schwabenheim an der Selz  |                    |                         | MZ / Gau-Algesheim                  | Kanton Oberingelheim     | Kurpfalz, Ingelheimer Grund     |
| Sponsheim                 | Bingen am Rhein    | 22. April 1972          | MZ                                  | Kanton Bingen            | Kurpfalz, Oberamt Alzey         |
| Sprendlingen              |                    |                         | MZ / Sprendlingen-Gensingen         | Kanton Wöllstein         | Markgrafschaft Baden            |
| Volxheim                  |                    |                         | KH / Bad Kreuznach                  | Kanton Wöllstein         | Kurmainz                        |
| Wackernheim               | Ingelheim am Rhein | 1. Juli 2019            | MZ                                  | Kanton Oberingelheim     | Kurpfalz, Ingelheimer Grund     |
| Welgesheim                |                    |                         | MZ / Sprendlingen-Gensingen         | Kanton Wöllstein         | Kurpfalz                        |
| Zotzenheim                |                    |                         | MZ / Sprendlingen-Gensingen         | Kanton Wöllstein         | Kurpfalz, Oberamt Kreuznach     |

- Ober-Hilbersheim gehörte von 1835 bis 1848 dem Kreis Alzey und 1852 bis 1938 dem Kreis Oppenheim an.
- Alle Gemeinden des Kanton Wöllstein gehörten von 1852 bis 1938 dem Kreis Alzey an (sie gehörten von 1835 bis 1848 schon dem Kreis Bingen an und kehrten 1938 wieder zurück).
- Alle anderen Gemeinden gehörten von 1835 bis 1848 sowie von 1852 bis 1969 dem Kreis Bingen an.

Die folgenden Gemeinden waren nur von 1835 bis 1848 Teil des Kreises: Eckelsheim, Gumbsheim, Siefersheim, Stein-Bockenheim, Wöllstein, Wonsheim, Frei-Laubersheim, Fürfeld, Neu-Bamberg und Tiefenthal (ab 1852 Kreis Alzey) sowie Budenheim und Mombach (ab 1852 Kreis Mainz).

## Kfz-Kennzeichen
Am 1. Juli 1956 wurde dem Landkreis bei der Einführung der bis heute gültigen Kfz-Kennzeichen das Unterscheidungszeichen BIN zugewiesen. Es wurde bis zum 6. Juni 1969 ausgegeben. Seit dem 15. November 2012 ist es durch die Kennzeichenliberalisierung auf Wunsch im Landkreis Mainz-Bingen erhältlich.